# Andinagrion
Andinagrion – rodzaj ważek z rodziny łątkowatych (Coenagrionidae).
W skład rodzaju wchodzą następujące gatunki:
- Andinagrion garrisoni
- Andinagrion peterseni
- Andinagrion saliceti